# 苏珊娜·罗莎
苏珊娜·罗莎（英語：Susanne Lothar，1960年11月15日—2012年7月21日）是德国女演员，曾出演许多电影与电视剧。

## 早年和教育
苏珊娜·罗莎出生于1960年11月15日，她的父亲汉斯·罗莎和母亲英格丽德·安德莉都是演员。但她的父母于1965年离婚，在此后一年她的父亲去世。后来她进入汉堡音乐戏剧学院（Hochschule für Musik und Theater Hamburg）学习戏剧。

## 事业
她在德意志剧院汉堡分院工作了很长时间。她曾经扮演弗兰克·韦德金德（Frank Wedekind）创作的露露剧中的角色（包括地球精神(原名：Erdgeist，英文译名：Earth Spirit）和潘多拉魔盒(原名：Die Büchse der Pandora，英文译名：Pandora's Box）），这些戏剧都由彼得·扎德克（Peter Zadek）导演。她在1983年出演第一部电影《奇怪的水果》（Eisenhans），因为这部电影她获得了德国联邦电影奖（German Federal Film Prize）。她于1997年在迈克尔·哈内克的《趣味游戏》中和乌尔里希·穆埃一同扮演了一对遇害的已婚夫妇。后来她又在迈克尔·哈内克的《钢琴教师》中扮演肖伯夫人，也曾出演《白色缎带》。
《白色缎带》、《钢琴教师》和《趣味游戏》后来曾出现在戛纳电影节。

## 个人生活
罗莎与配偶乌尔里希·穆埃（演员）有两个孩子，穆埃于2007年死于癌症。

## 逝世
罗莎死亡的消息由她的律师于2012年7月25日公布。

## 电影作品
- 《安娜·卡列尼娜》 (Anna Karenina，2012)
- 《If Not Us, Who?》 (2011)
- 《白色缎带》 (The White Ribbon，2009)
- 《肉就是我的蔬菜》 (Fleisch ist mein Gemüse，2008)
- 《生死朗读》 (The Reader，2008)
- 《圣母》 (Madonnas，2007)
- 《Under the Ice》 (2006)
- 《雪国》 (Snowland，2005)
- 《钢琴教师》 (The Piano Teacher，2002)
- 《Das Schloß》 (1997) [7]
- 《趣味游戏》 (Funny Games，1997)
- 《The Mountain》 (1991)

## 脚注
1. 1 2  .   [2012-07-29]. （原始内容存档于2016-10-13）.
2. 1 2  "Susanne Lothar" （页面存档备份，存于）, Prisma tv Guide (German)
3. ↑  .   [2017-08-22]. （原始内容存档于2021-11-26）.
4. ↑  . indieWIRE. 29 December 2009  [13 September 2010]. （原始内容存档于2016-03-04）.
5. ↑  . Festival-cannes.com.   [13 September 2010]. （原始内容存档于2012-10-15）.
6. ↑  . BBC news. 26 July 2012  [30 July 2012]. （原始内容存档于2012-07-29）.
7. ↑  . Fandango.   [24 July 2011]. （原始内容存档于2010-05-23）.